# Fryderyk Henryk Orański
Fryderyk Henryk Orański, hol. Frederik Hendrik (ur. 29 stycznia 1584 w Delfcie, zm. 14 marca 1647 w Hadze) – książę Oranii-Nassau, stadhouder Republiki Zjednoczonych Prowincji.
Fryderyk Henryk był młodszym synem Wilhelma I Milczka i urodził się w Delfcie około 6 miesięcy przed tym, jak jego ojciec został zamordowany. Jego matka – Louise de Coligny była córką sławnego dowódcy hugenotów, admirała de Coligny, i była czwartą żoną Wilhelma I Milczka.

## Rządy

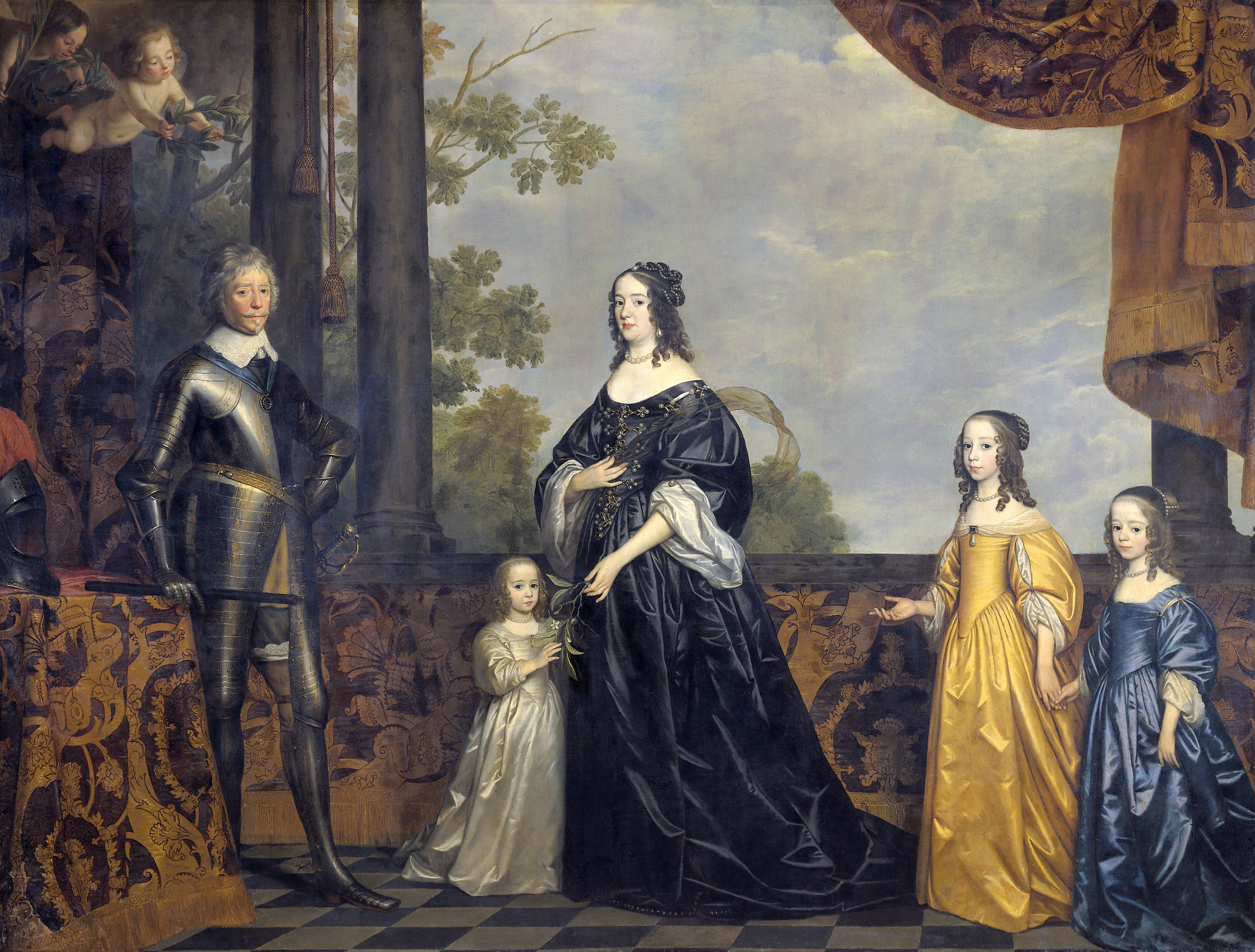
Fryderyk Henryk ze swoją rodziną

Fryderyk Henryk podobnie jak jego starszy brat – Maurycy Orański odbył w młodości szkolenie wojskowe i podobnie jak jego brat był jednym z najlepszych generałów swojego wieku. Po śmierci Maurycego (w 1625) odziedziczył jednak wszystkie tytuły i godności swojego ojca – został stadhouderem (namiestnikiem) pięciu prowincji (Holandii, Zelandii, Utrechtu, Overijssel i Geldern).
Fryderyk Henryk był świetnym generałem, ale również był wyśmienitym politykiem. Przez 22 lata pozostał głową rządu Zjednoczonych Prowincji i przez te lata państwo to przeżywało lata świetności. Okres rządów Fryderyka Henryka jest powszechnie nazywany złotym wiekiem republiki. Wtedy miały miejsce wielkie zwycięstwa militarne i triumfy marynarki oraz ekspansja handlowa i rozwój literatury i sztuki holenderskiej.
Najważniejszymi zwycięstwami Fryderyka Henryka było oblężenie i zdobycie ’s-Hertogenbosch (w 1629), Maastricht (w 1632), Bredy (w 1637), Sas van Gent (w 1644) i Hulst (w 1645). Początkowo dążył on do utworzenia sojuszu z Francją przeciw Hiszpanii, później jednak poświęcił ten sojusz i zawarł pokój z Hiszpanią, niezwykle korzystny dla Zjednoczonych Prowincji, który miał zostać przypieczętowany traktatem z Münster.

## Małżeństwo
Fryderyk Henryk w 1625 poślubił Amalię Solms-Braunfels. Para miała dziewięcioro dzieci:
1. Wilhelma II Orańskiego (1626–1650), poślubił Marię Henriettę Stuart
2. Luizę Henrietę Orańską-Nassau Louise Henriette Oranje-Nassau (1627–1667), poślubiła Fryderyka Wilhelma I Hohenzollerna
3. Henrietę Amalię Orańską-Nassau (1628),
4. Elżbietę Orańską-Nassau (1630),
5. Izabelę Karlotę Orańską-Nassau (1632–1642),
6. Albertynę Agnieszkę Orańską-Nassau (1634–1696), w 1652 r. poślubiła swojego dalszego kuzyna, Wilhelma Fryderyka Nassau-Dietz (1613-1664), drugiego z kolei syna Ernesta Kazimierza I Nassau-Dietz (1573-1632) i Zofii Jadwigi Brunszwickiej-Lüneburg,
7. Henrietę Katarzynę Orańską-Nassau (1637–1708), poślubioną  w 1659 r. w Gronigen Janowi Jerzemu II, księciu Anhalt-Dessau,
8. Henryka Ludwika Orańskiego-Nassau Hendrik Lodewijk van Nassau (1639),
9. Marię Orańską-Nassau (1642–1688), której mężem został w 1666 r. Ludwik Henryk Maurycy Wittelsbach (1640–1674), hrabia Palatynatu Simmern-Kaiserslautern (1640-1674), syn Ludwika Filipa i Ludwik Filip Wittelsbacha (1602–1655), księcia Palatynatu-Simmern-Kaiserlauten i Marii Eleonory Brandenburskiej (1607–1675); wnuk ciotki Marii, Luizy Julianny Orańskiej.

## Śmierć
Po śmierci Fryderyk Henryk został pochowany z wielką pompą obok szczątków swojego ojca i brata, w Delfcie. Traktat z Munster, kończący długi konflikt między Holendrami a Hiszpanami, nie został podpisany do 30 stycznia 1648. Choroba i śmierć stadhoudera znacznie opóźniły podpisanie traktatu, zwłaszcza że jego syn odmówił jego podpisania i rozpoczął negocjacje z Francją.